# Carrarese Calcio 1908 2007-2008
Questa pagina raccoglie le informazioni riguardanti la Carrarese Calcio 1908 nelle competizioni ufficiali della stagione 2007-2008.

## Rosa
| N. |                    | Ruolo | Calciatore             |
| -- | ------------------ | ----- | ---------------------- |
|    | Marocco (bandiera) | C     | Mohamed Aziz Bendjemia |
|    | Italia (bandiera)  | A     | Damiano Biggi          |
|    | Italia (bandiera)  | D     | Stefano Cantoni        |
|    | Italia (bandiera)  | C     | Andrea Ciani           |
|    | Italia (bandiera)  | C     | Domenico Citro         |
|    | Italia (bandiera)  | C     | Fabio Concas           |
|    | Italia (bandiera)  | A     | Luca De Gubernatis     |
|    | Italia (bandiera)  | D     | Manuele Del Nero       |
|    | Italia (bandiera)  | C     | Gabriele Doretti       |
|    | Italia (bandiera)  | D     | Pietro Fusco           |
|    | Italia (bandiera)  | P     | Davide Grilli          |
|    | Italia (bandiera)  | C     | Massimiliano Lazzoni   |

| N. |                      | Ruolo | Calciatore           |
| -- | -------------------- | ----- | -------------------- |
|    | Italia (bandiera)    | D     | Alessandro Marchetti |
|    | Italia (bandiera)    | A     | Alessio Morelli      |
|    | Italia (bandiera)    | A     | Andrea Mussi         |
|    | Italia (bandiera)    | C     | Luigi Rinadi         |
|    | Argentina (bandiera) | P     | Hugo Rubini          |
|    | Italia (bandiera)    | C     | Umberto Sassarini    |
|    | Italia (bandiera)    | D     | Pietro Sicignano     |
|    | Italia (bandiera)    | C     | Stefano Turi         |
|    | Italia (bandiera)    | D     | Pietro Varriale      |
|    | Italia (bandiera)    | C     | Emanuele Volpara     |
|    | Italia (bandiera)    | A     | Igor Zaniolo         |